# MOA-2009-BLG-266Lb
MOA-2009-BLG-266Lb – planeta pozasłoneczna typu superziemia okrążająca gwiazdę MOA-2009-BLG-266L, odkryta w 2009 przy użyciu metody mikrosoczewkowania grawitacyjnego przez naukowców z grupy MOA (praca, w której ogłoszono odkrycie tej planety została opublikowana w 2011). Planeta ma masę 10,4 ± 1,7 M🜨 i krąży wokół gwiazdy o masie 0,56 ± 0,09 M☉, odległej o 3040 ± 330 pc od Ziemi. Półoś wielka orbity wynosi 3,2 +1,9−0,5 j.a., a okres orbitalny – 7,6 +7,7−1,4 lat.